# Anselmo Zarza Bernal
Anselmo Zarza Bernal (4 de juny de 1916 - 15 d'abril de 2014) va ser un bisbe catòlic de Mèxic.
Va ser ordenat sacerdot el 1939, bisbe després de Linares, Nuevo León del 1962 al 1966, i bisbe de León, Guanajuato, del 1966 al 1992. Va estudiar al Col·legi Canònic Pius Llatinoamericà de Roma a la Pontifícia Universitat Gregoriana de Roma.
El papa Joan XXIII el va designar el 24 de maig del 1962 el primer bisbe de la diòcesi de nova creació de Linares. L'arquebisbe de Puebla de los Ángeles, Octaviano Márquez y Toriz, va ordenar-lo bisbe aquell mateix any. Com a bisbe de Linares va participar en les quatre sessions del Concili Vaticà II.